# Phalaikos (Phokis)
Phalaikos († um 342 v. Chr.) war ein Feldherr der Phoker im Dritten Heiligen Krieg.

## Leben
Phalaikos war ein Sohn des Onomarchos, eines Anführers der Phoker im Dritten Heiligen Krieg. Sein Onkel Phayllos ernannte ihn 352 v. Chr. zu seinem Nachfolger als Strategós autokrátor (Stratege mit Sondervollmachten). Da Phalaikos aber noch ein Jüngling war, stellte Phayllos ihn unter die Vormundschaft seines Freundes Mnaseas, der ebenfalls ein phokischer Heerführer war. Phayllos starb bald darauf, und auch Mnaseas fiel bereits 351 v. Chr. bei einem nächtlichen Überfall der Boioter.
Trotz seiner Jugend übernahm nun Phalaikos persönlich das Oberkommando. Er musste aber kurz danach bei einem nahe Chaironeia ausgetragenen Reitergefecht eine Niederlage hinnehmen. Es gelang ihm dann zwar die Einnahme von Chaironeia, er wurde jedoch von einer zum Entsatz der Stadt herbeigeeilten Armee der Thebaner aus Boiotien verjagt. Daraufhin unternahmen die Boioter einen Plünderungszug nach Phokis. 350 v. Chr. kam es zwischen den Phokern und Boiotern nur zu unbedeutenden kriegerischen Auseinandersetzungen. 349/348 v. Chr. lieferten sich Phoker und Thebaner weitere Kämpfe mit wechselndem Erfolg.
Im folgenden Jahr 347 v. Chr. wurde Phalaikos der Veruntreuung der Tempelschätze von Delphi beschuldigt und abgesetzt. Drei Generäle, Deinokrates, Kallias und Sophanes, nahmen nun seinen Platz ein. Da die Phoker mehrere Städte in Boiotien besetzt hielten und von dort aus das Umland verheerten, riefen die inzwischen erschöpften Thebaner den makedonischen König Philipp II. zu Hilfe. Phalaikos erhielt 346 v. Chr. wieder das Oberkommando und torpedierte die Verbindungen, welche die Phoker mit Athen und Sparta angeknüpft hatten. So wies er den spartanischen König Archidamos III. ab, der den Phokern 1000 Mann als Verstärkungen zuführen wollte. Auch die Athener versagten schließlich ihre Hilfe. Philipp II. erschien bei den Thermopylen und Phalaikos trat ihm mit 8000 Mann bei Nikaia entgegen. Aufgrund der Übermacht der Makedonen ließ Phalaikos sich aber auf keinen Kampf ein, sondern schloss, auf seine eigene Sicherheit bedacht, mit Philipp II. einen Vertrag, aufgrund dessen er und seine Söldner freien Abzug erhielten. Mit diesem Schritt lieferte er Phokis kampflos dem Makedonenkönig aus.
Phalaikos zog mit seinen Söldnern in die Peloponnes und wollte dann nach Tarent segeln, um den Einwohnern dieser Stadt in deren Kampf gegen die Lukaner beizustehen. Eine Meuterei unter seinen eigenen Truppen zwang ihn aber zur Aufgabe seines Unternehmens und zur Rückkehr auf die Peloponnes. Später segelte er  nach Kreta, um als Söldnerführer die Einwohner von Knossos gegen deren feindliche Nachbarn von Lyktos zu unterstützen. Er konnte zwar Lyktos erobern, wurde dann aber von einem spartanischen Heer, das von König Archidamos III. angeführt wurde, wieder vertrieben. Schließlich fiel Phalaikos um 342 v. Chr. mit vielen seiner Männer bei der Belagerung von Kydonia.